# Haytam
Haytam oder Haytham ist ein arabischer Vorname (arabisch: هيثم, DMG: Haiṯam) und seltener auch Familienname mit der Bedeutung junger Adler.

## Varianten
- Haytam
- Haytham
- Haitham

## Namensträger

### Vorname
- Haytham Manna, syrischer Schriftsteller
- Hayhtam Tambal, Rekordtorschütze der Sudanesischen Fußballnationalmannschaft
- Haytham Mustafa Karar, Rekordspieler der  Sudanesischen Fußballnationalmannschaft
- Haytham Masoud, Bronzegewinner im Herrendoppel des Cyprus International 1993
- Haitham ibn Tariq, Sultan von Oman seit 2020

### Familienname
- Abu Ali al-Hasan ibn al-Haitham, muslimischer Mathematiker und Optiker